# Théroigne de Méricourt

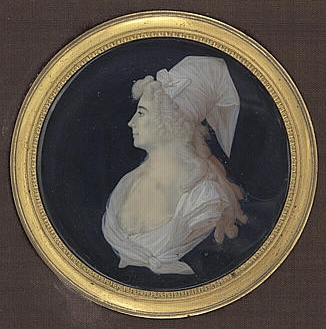
Théroigne de Méricourt. Elfenbensminiatyr av François Hippolyte Desbuissons

Anne-Josèphe Théroigne de Méricourt, född 13 augusti 1762 nära Liège, men ej inom dess område, utan i Luxemburg i byn Marcourt, varav hon genom en förvrängning erhöll namnet de Méricourt, död 8 juni 1817 på dårhuset La Salpêtrière i Paris, var en fransk revolutionär. 

## Biografi
Méricourt var dotter till en välmående jordbrukare och uppfostrades i ett kloster. Hon lämnade tidigt hemmet och hamnade slutligen i Paris som en kurtisan. 
När revolutionen 1789 bröt ut, deltog hon ivrigt i politiken, höll politiska aftoncirklar och ådrog sig en mer än vanlig uppmärksamhet genom sitt utseende, den klädsel hon bar på de revolutionära klubbarna eller när hon tog del i upploppen, samt genom sin lidelsefulla vältalighet. 1791 begav hon sig till Liège som agent för den revolutionära propagandan, tillfångatogs av österrikiska polisen och fördes till Wien, men frigavs efter ett år, sedan kejsar Leopold med henne haft ett samtal, och återvände därpå till Paris. I upploppet 10 augusti 1792, då kungadömet störtades, tog hon verksam del. 
Under striden mellan Berget och girondisterna uppträdde hon till förmån för de senare, varför hon av en pöbelhop 31 maj 1793 greps och underkastades offentlig bastonad i Tuileriesträdgården. Året därpå blev hon psykiskt sjuk och tillbringade sin återstående levnad på dårhus. 
Senare forskningar har utmönstrat många legendariska drag ur äldre skildringar av hennes stormiga levnad. Hon var hjältinnan i ett skådespel av Paul Hervieu, som 1902 uppfördes med Sarah Bernhardt i huvudrollen. Hon skrev även sina memoarer 1791.